# الدوري الجنوبي لكرة القدم 2014–15
الدوري الجنوبي لكرة القدم 2014–15 (بالإنجليزية: 2014–15 Southern Football League)‏ هو موسم من الدوري الجنوبي الممتاز. كان عدد الأندية المشاركة فيه 68، وفاز فيه نادي كوربي تاون.